# Utterstocktjärnarna
Utterstocktjärnarna är varandra näraliggande sjöar i Sorsele kommun i Lappland och ingår i Umeälvens huvudavrinningsområde.
- Utterstocktjärnarna (Sorsele socken, Lappland, 727915-158382), sjö i Sorsele kommun, 65°36′07″N 17°37′31″Ö / 65.602°N 17.6252°Ö (11,3 ha)
- Utterstocktjärnarna (Sorsele socken, Lappland, 727974-158448), sjö i Sorsele kommun, 65°36′44″N 17°38′57″Ö / 65.6122°N 17.6492°Ö (22,2 ha)